# (14190) Soldán
(14190) Soldán (1998 XS15) – planetoida z pasa głównego asteroid okrążająca Słońce w ciągu 5,27 lat w średniej odległości 3,03 j.a. Odkryta 15 grudnia 1998 roku.